# شیرماهی
ماهیِ شیر یا شیرماهی نام نوعی ماهی آب شور دارای اسکلت استخوانی از خانوادهٔ تن‌ماهیان و سردهٔ خط‌خطی‌های اسپانیایی است. این ماهی در منطقهٔ وسیعی از آب‌های جنوب شرقی آسیا، چین، ژاپن، استرالیا و اقیانوسیه به سمت غرب در امتداد نواحی ساحلی شمالی اقیانوس هند تا سواحل شرقی آفریقا، خاورمیانه، خلیج فارس، دریای عمان و مدیترانه یافت می‌شود.

## ویژگی‌ها
شیرماهی دارای ارزش غذایی و اقتصادی بالایی است. این ماهی از ماهی قباد بزرگ‌تر است ولی شکل آن به ماهی قباد شبیه است. دریازی است و بالهٔ دمی دو شاخه از ویژگی‌های مهم این ماهی است. از نظر ظاهری بدن این ماهی دوکی‌شکل است و مقطع عرضی آن بیضی است و دارای ۲ بالهٔ پشتی و ۸–۱۰ بالچه در بخش پشتی و ۷–۱۲ عدد در بخش شکمی است. طول این ماهی به حدود ۲۴۰ سانتی‌متر و وزن آن به ۷۰ کیلوگرم می‌رسد. این ماهی اغلب در آب‌های کم‌عمق و در طول شیب‌های ساحلی یافت می‌شود.
ماهی شیر فلس‌های بسیار ریز و گوشت سفید رنگی دارد و بافت گوشت آن بسیار نرم است و بعد از پخته شدن، نرمی خود را حفظ می‌کند؛ بنابراین گزینهٔ مناسبی برای پخت انواع غذاهای دریایی است. این ماهی ضایعات بسیار کمتری نسبت به ماهی‌های دیگر از جمله ماهی شوریده، سرخو، کوتر، جش و آبزیان دیگر دارد. فیلهٔ ماهی شیر ۶۵ درصد گوشت خالص بدون استخوان و تیغ داشته و تنها ۳۵ درصد ضایعات دارد.

## زادآوری
تخم‌ریزی ماهی شیر فصلی است و به‌طور کلی، زمان تخم‌ریزی آن با دمای بالاتر آب مرتبط است که دسترسی بهینه به غذا را برای رشد و نمو سریع لاروها افزایش می‌دهد. لاروها در ابتدا از پلانکتون‌ها تغذیه می‌کند. همان‌طور که لاروهای جوان رشد می‌کنند، از مناطق تخم‌ریزی دریایی به‌سوی زیستگاه‌های ساحلی و دهانهٔ رودخانه‌ها حرکت می‌کنند و اغلب در مرحلهٔ جوانی چرخهٔ رشد خود، در این مناطق یافت می‌شوند. در محیط‌های ساحلی، آن‌ها بیشتر از لاروها و بچه ماهی‌های کوچک و سخت‌پوستان تغذیه می‌کنند تا زمانی که به اندازهٔ کافی بزرگ شوند که بتوانند ماهی‌های کوچک و ماهی مرکب را بخورند. پژوهش‌های استرالیایی‌ها روی این گونه نشان می‌دهد که ماده‌ها بزرگ‌تر از نرها هستند. ماهی شیر ماده در حدود دو سالگی و با طول حدود ۸۰ سانتی‌متر بالغ می‌شوند.

## تغذیه
ماهی شیر مانند سایر ماهیان سردهٔ خط‌خطی‌های اسپانیایی یک ماهی گوشت‌خوار حریص و فرصت‌طلب است و تغذیهٔ آن عمدتاً از ماهی‌های کوچک و با میزان کمتر، از میگو و ماهی مرکب تشکیل شده‌است.